# SLC25A25-AS1
SLC25A25-AS1‏ (None) هوَ بروتين يُشَفر بواسطة جين SLC25A25-AS1 في الإنسان.